# Spengler Cup 1999
Der Spengler Cup 1999 (französisch Coupe Spengler 1999) war die 73. Auflage des gleichnamigen Wettbewerbs und fand vom 26. bis 31. Dezember 1999 im Schweizer Luftkurort Davos statt. Als Spielstätte fungierte das dortige Eisstadion. Insgesamt besuchten 72'950 Zuschauer die elf Turnierspiele, was einem Schnitt von 6'631 pro Partie entspricht.
Es siegten die Kölner Haie, die durch einen 6:2-Sieg im Finalspiel über den HK Metallurg Magnitogorsk das Turnier gewannen. In der Qualifikation hatten die Russen die Partie noch knapp mit 3:2 im Penaltyschiessen für sich entschieden. Für die Kölner war es der erste Turniererfolg am Spengler Cup und der erste einer deutschen Mannschaft seit dem EV Füssen im Jahr 1964. Insgesamt war es der sechste Turniersieg einer deutschen Mannschaft überhaupt.
Der Italo-Kanadier Luciano Borsato in Diensten des Gastgebers HC Davos war mit sieben Scorerpunkten, darunter drei Tore, erfolgreichster Akteur des Turniers. Der Kanadier Todd Elik wurde als wertvollster Spieler ausgezeichnet.

## Modus
Die fünf teilnehmenden Teams spielten zunächst in einer Einfachrunde im Modus «jeder gegen jeden», so dass jede Mannschaft vier Spiele bestritt. Die beiden punktbesten Mannschaften nach Abschluss der zehn Qualifikationsspiele ermittelten schliesslich in einer zusätzlichen Partie den Turniersieger.

## Turnierverlauf

### Qualifikation
| 26. Dezember 1999 15:30 Uhr | HC Davos L. Borsato (10.) S. Jeannin (27.) M. Samuelsson (36.) L. Borsato (52.) | 4:2 (1:1, 2:1, 1:0) Spielbericht | HK Metallurg Magnitogorsk W. Antipin (17.) W. Karpow (26.) | Eisstadion, Davos Zuschauer: 7'680 |

| 26. Dezember 1999 20:45 Uhr | Färjestad BK P. Prestberg (3.) T. Magnussen (50.) W. Slywtschenko (60.) | 3:5 (1:2, 0:2, 2:1) Spielbericht | Kölner Haie J. Mayr (5.) M. Murray (19.) D. MacDonald (22.) G. Zajankala (38.) D. Norris (54.) | Eisstadion, Davos Zuschauer: 5'960 |

| 27. Dezember 1999 15:30 Uhr | Team Canada B. Mehalko (3.) G. Diduck (52.) B. Purdie (55:05) B. Purdie (60:23) | 4:3 n. V. (1:0, 0:2, 2:1, 1:0) Spielbericht | HC Davos M. Samuelsson (36.) M. Streit (36.) M. Streit (55:23) | Eisstadion, Davos Zuschauer: 7'680 |

| 27. Dezember 1999 20:45 Uhr | HK Metallurg Magnitogorsk A. Kudinow (11.) W. Antipin (28.) J. Koreschkow (60.) | 3:1 (1:1, 1:0, 1:0) Spielbericht | Färjestad BK M. Trygg (4.) | Eisstadion, Davos Zuschauer: 6'220 |

| 28. Dezember 1999 15:30 Uhr | Färjestad BK P. Nordström (7.) P. Hagström (9.) P. Hagström (26.) C. Eriksson (33.) C. Eriksson (35.) | 5:6 (2:2, 3:3, 0:1) Spielbericht | Team Canada T. Elik (4.) X. Majic (5.) T. Elik (21.) B. Purdie (30.) T. Elik (34.) C. Lindberg (45.) | Eisstadion, Davos Zuschauer: 6'360 |

| 28. Dezember 1999 20:45 Uhr | HK Metallurg Magnitogorsk W. Nikulin (32.) A. Koreschkow (40:17) W. Karpow (PS) | 3:2 n. P. (0:0, 1:1, 1:1, 0:0, 1:0) Spielbericht | Kölner Haie D. Norris (27.) J.-Y. Roy (51.) | Eisstadion, Davos Zuschauer: 5'220 |

| 29. Dezember 1999 15:30 Uhr | Kölner Haie A. Lupzig (3.) T. Hlushko (7.) J.-Y. Roy (11.) T. Forslund (25.) D. Norris (60.) | 5:3 (3:1, 1:1, 1:1) Spielbericht | HC Davos M. Samuelsson (6.) P. Juhlin (21.) L. Borsato (42.) | Eisstadion, Davos Zuschauer: 7'680 |

| 29. Dezember 1999 20:45 Uhr | Team Canada R. Savoia (3.) T. Elik (29.) | 2:4 (1:0, 1:2, 0:2) Spielbericht | HK Metallurg Magnitogorsk A. Ljawonzjeu (34.) R. Gusmanow (37.) A. Kudinow (55.) W. Karpow (60.) | Eisstadion, Davos Zuschauer: 7'360 |

| 30. Dezember 1999 15:30 Uhr | Kölner Haie S. Momesso (1.) D. Norris (48.) D. Norris (PS) | 3:2 n. P. (1:1, 0:1, 1:0, 0:0, 1:0) Spielbericht | Team Canada C. Lindberg (4.) K. Simpson (38.) | Eisstadion, Davos Zuschauer: 6'340 |

| 30. Dezember 1999 20:45 Uhr | HC Davos P. Fischer (36.) P. Fischer (44.) S. Jeannin (46.) F. Lindquist (52.) A. Baumann (60.) | 5:6 n. V. (0:3, 1:1, 4:1, 0:1) Spielbericht | Färjestad BK T. Vikingstad (11.) G. Artursson (18.) R. Hamr (18.) R. Hamr (34.) T. Magnussen (54.) R. Hamr (64:13) | Eisstadion, Davos Zuschauer: 7'310 |

| Pl. |                           | Sp | S | OTN | N | Tore  | Punkte |
| --- | ------------------------- | -- | - | --- | - | ----- | ------ |
| 1.  | Kölner Haie               | 4  | 3 | 1   | 0 | 15:11 | 7      |
| 2.  | HK Metallurg Magnitogorsk | 4  | 3 | 0   | 1 | 12:09 | 6      |
| 3.  | Team Canada               | 4  | 2 | 1   | 1 | 14:15 | 5      |
| 4.  | HC Davos                  | 4  | 1 | 2   | 1 | 15:17 | 4      |
| 5.  | Färjestad BK              | 4  | 1 | 0   | 3 | 15:19 | 2      |

### Final
| 31. Dezember 1999 12:00 Uhr | Kölner Haie T. Hlushko (5.) D. MacDonald (6.) M. Doyon (22.) S. Momesso (23.) B. Zarrillo (43.) B. Zarrillo (52.) | 6:2 (2:1, 2:1, 2:0) Spielbericht | HK Metallurg Magnitogorsk A. Rasin (3.) S. Tertyschny (27.) | Eisstadion, Davos Zuschauer: 5'140 |

## Siegermannschaft
| Spengler-Cup-Sieger Kölner Haie | Torhüter: Joseph Heiß, Andrew Verner Verteidiger: Greg Brown, Mario Doyon, Dan Lambert, Mirko Lüdemann, Jörg Mayr, John Miner, Steve Wilson Stürmer: Tomas Forslund, Todd Hlushko, Andreas Lupzig, Doug MacDonald, Corey Millen, Sergio Momesso, Marty Murray, Dwayne Norris, Jean-Yves Roy, Christoph Wietfeldt, Jason Young, George Zajankala, Bruno Zarrillo Cheftrainer: Lance Nethery |

## All-Star-Team
| Angriff:      | Waleri Karpow – Todd Elik (MVP) – Morgan Samuelsson |
| Verteidigung: | KEC John Miner – Sergei Fokin                       |
| Tor:          | Ihor Karpenko                                       |